# District de Kaputa
Le district de Kaputa est un district de Zambie, situé dans la Province Septentrionale. Sa capitale se situe à Kaputa. Selon le recensement zambien de 2000, le district a une population de 87 233 personnes.